# Bisdom Naha
Het bisdom Naha (Latijn: Dioecesis Nahana, Japans: カトリック那覇教区, katorikku Naha kyōku) is een in Japan gelegen rooms-katholiek bisdom met zetel in de stad Naha. Het bisdom behoort tot de kerkprovincie Nagasaki, en is, samen met de bisdommen Fukuoka, Kagoshima en Oita suffragaan aan het aartsbisdom Nagasaki.
Het bisdom omvat de prefectuur Okinawa op de zuidelijke Riukiu-eilanden.

## Geschiedenis
Paus Pius VI stichtte de apostolische administratie Naha op 11 maart 1968 uit gebieden die onttrokken werden aan het bisdom Kagoshima. De administratie werd op 18 december 1972, met de apostolische constitutie Iaponica Terra, verheven tot bisdom.

## Bisschoppen van Naha

### Administrator
- 1968-1972: Félix Ley OFMCap

### Bisschoppen
- 1972-1997: Peter Baptist Tadamaro Ishigami OFMCap
- sinds 1997: Berard Toshio Oshikawa OFMConv